# عين تدعل
عين تدعل عين مياه أثرية تقع في محافظة العلا بمنطقة المدينة المنورة، غرب السعودية. وهي إحدى عينين عذبتين اعتمد عليهما نظام الري في البلدة القديمة بالعلا، والتي يعود تاريخها إلى القرن 14 ميلادي. تنبع العين من سفح مرتفع بركاني مطل على العلا يطلق عليه (حرة عويرض)، وتوقفت عن الجريان في عام 1980. لايعرف بالتحديد أول من قام ببناء عين تدعل، ويعتقد أهل المدينة أنها تجري من قبل بعثة الرسول محمد صلى الله عليه وسلم. كما ورد أن الرسول مر بالمنطقة أثناء طريقه لـغزو خيبر، وتوضأ من مياه العين، ثم صلى في الموضع الذي شُيّد فيه مايسمى الآن بـ(مسجد العظام).

## استخدام العين
حدد أهل العلا قديمًا نظامًا يمكنهم من التوزيع العادل لمياه العين، استخدموا فيه (الطنطورة)، وهي ساعة شمسية قديمة اعتمدت عليها المدينة القديمة لتحديد فصول السنة، وتقسيم المياه الجوفية. فبحسب ملامسة ظل الطنطورة للأحجار التي أمامها، يقع الاختيار على المزارعين الذين سيحصلون على الماء من العين. ويتولى مهمة التوزيع رجل يدعى (مقوم العين).